# Mesetarisznya
Mesetarisznya – az Ifjúsági, majd a Ion Creangă Könyvkiadó 1961 és 1972 között a román "Traistă cu poveşti" párhuzamos sorozataként kiadott mesekönyvsorozata. Kisformátumú, kisterjedelmű füzeteit a kiadó vonzó címlappal és belső illusztrációkkal bocsátotta a gyermekolvasók elé, akiknek körében – a 15-20000-ig emelkedő példányszámok tanúsága szerint – igen népszerű volt.
A sorozatban a magyar klasszikus és az egyetemes meseirodalom nagyjainak válogatott meséi jelentek meg, azonkívül kis gyűjtemények afrikai, bánsági német, dél-amerikai, brazil, észt, finn, francia, görög, ír, lapp, maláji, német, norvég, ógörög, orosz, román, szerb, török, ukrán népmesékből.
A szerkesztőség érdeme, hogy a kötetek fordítására, adott esetekben újramesélésére (így az Odüsszeia, a Kalevala, a Kalevipoeg) hazai írókat, műfordítókat is foglalkoztatni tudott. Nem egy Mesetarisznya-kötet jelent meg Bácski György, Bajorné Makfalvi Ella, Dánielisz Endre, Dobó Ferenc, Fodor Sándor, Forró László, Györgyjakab János, Hervay Gizella, Jakab Ernő, Kerekes György, Korda István, Kovács Iván, Majtényi Erik, Marton Lili, Méhes György, Nagy Géza (Tar Bálint néven is), Szilágyi Domokos, Szőcs Ráchel, Tamás Mária, Vajnovszki Kázmér, Veress Zoltán, Vígh Károly átültetésében.
A Mesetarisznya sorozat az 1960-as évek végétől beszűkült: az Ifjúsági, majd a Ion Creangă Könyvkiadó új sorozatai fokozatosan kiszorították, s 1972-ben Szabó Géza Az aranyszívű pásztor címmel kiadott magyarkiskapusi meséivel meg is szűnt.